# Diego González Hernández
Diego González Hernández (n. 14 de mayo de 1996, Tequila, Jalisco, México) es un futbolista mexicano. s un futbolista que juega en el Club Sport Cartaginés de la Primera División de Costa Rica.

## Clubes
| Club                  | País       | Año                |
| --------------------- | ---------- | ------------------ |
| Toluca Premier        | México     | 2016-2017          |
| Club Sport Herediano  | Costa Rica | 2019 - 2020        |
| D. Toluca F. C.       | México     | 2020 - 2021        |
| Club Sport Herediano  | Costa Rica | 2021 - 2023.       |
| Xelajú M. C.          | Guatemala  | 2023               |
| Club Sport Cartaginés | Costa Rica | 2024 - actualmente |

## Palmarés

### Títulos nacionales
| Título                                | Club                 | País       | Año                                    |
| ------------------------------------- | -------------------- | ---------- | -------------------------------------- |
| Segunda División de México (Filiales) | Toluca Premier       | México     | Torneo Apertura 2017 Serie A de México |
| Primera División                      | CS Herediano         | Costa Rica | A-2019                                 |
| Primera División de Costa Rica        | Club Sport Herediano | Costa Rica | Apertura 2021                          |
| Supercopa de Costa Rica               | Club Sport Herediano | Costa Rica | 2022                                   |